# امیلیوکا
امیلیوکا (به لاتین: Ameliówka) یک منطقهٔ مسکونی در لهستان است که در Gmina Masłów واقع شده‌است.

## خصوصیات
امیلیوکا ۲۷۰ متر بالاتر از سطح دریا واقع شده‌است.